# HD 197036
HD 197036 je zvijezda u zviježđu Labud s prividnom magnitudom 6.614. 
Zemlja je od zvijezde udaljena oko 2.000 svjetlosnih godina (oko 600 parseka). Zvijezda je spektralne klase B5IV, temperatura na zvijezdi je oko 11.000 do 25.000 kelvina. Time je HD 197036 veća, veće temperature i svjetlija od našeg Sunca.  Zvijezda se nalazi na rektacenziji 20h 39m 23.1285s i deklinaciji +45° 40' 00.881"

## Druga imena
HD 197036 u drugim katalozima se naziva i HR 7912, BD+45°3233, SAO 49898, HIP 101934, GC 28793 ili GSC 03574-03107.